# Ofir Marciano
Ofir Meir Marciano (uváděný i jako Ofir Martziano; * 7. října 1989 Ašdod) je izraelský profesionální fotbalový brankář, který chytá za nizozemský klub Feyenoord a za izraelský národní tým.

## Klubová kariéra
- FC Ashdod (mládež)
- FC Ashdod 2008–
- →  Royal Mouscron-Péruwelz (hostování) 2015–[2]

## Reprezentační kariéra
V A-mužstvu Izraele debutoval 10. 10. 2014 v kvalifikačním zápase ve Strovolosu proti reprezentaci Kypru (výhra 2:1).